# Studieretningsprojekt
 For alternative betydninger, se SRP.
 Denne artikel bør gennemlæses af en person med fagkendskab for at sikre den faglige korrekthed.

Studieretningsprojekt (forkortet SRP) er en stor selvstændig opgave, som skal skrive i to fag, i 3.g på STX. På HHX og HTX skrives en tilsvarende opgave, men denne kaldes for studieområdeprojektet eller SOP. Opgaveprocessen begynder med, at eleven skal vælge et emne og to fag at skrive i. Derefter tildeler skolen faglige vejledere, og i samspil med vejlederne skal eleven så finde materialer, vælge metoder, afgrænse sit emne og lave en problemformulering. Ud fra problemformuleringen skriver elevens vejledere så en endelig opgaveformulering. Eleven får så 50 timer til at skrive sit projekt på 15-20 normalsider . Efterfølgende skal eleven forsvare sit projekt og sine arbejdsformer ved en mundtlig eksamen.